# Stworzenia świata część druga
Stworzenia świata część druga – dziewiąta płyta zespołu Skaldowie, utrzymana w klimatach rocka progresywno-symfonicznego.

## Opis
Pierwszą stronę płyty wypełnia niemal dwudziestominutowa suita autorstwa Andrzeja Zielińskiego pod tym samym tytułem co płyta. Zieliński łączy w niej bardzo wiele gatunków muzycznych. Uwagę przykuwają wirtuozersko wykonane improwizacje na skrzypcach elektrycznych i organach Hammonda. Druga strona to krótsze piosenki. „Nasza miłość jak wiatr halny” to połączenie folkloru góralskiego z balladą. Bossanovę można usłyszeć w utworze „Przechodząc obok siebie”. Na płycie jest także debiut kompozytorski Konrada Ratyńskiego – piosenkę „Miłość przez wieki się nie zmienia” do wiersza Ewy Lipskiej. Płytę zamyka, być może najbardziej rockowy utwór Skaldów, „Jak znikający punkt”, który na koncertach w tamtym okresie przybierał formę wielominutowej suity.

## Lista utworów
| Nr       | Tytuł                              | Muzyka            | Słowa                                          | Czas     |
| strona A | strona A                           | strona A          | strona A                                       | strona A |
| -------- | ---------------------------------- | ----------------- | ---------------------------------------------- | -------- |
| 1.       | Stworzenia świata część druga      | Andrzej Zieliński | Andrzej Zieliński, Leszek Aleksander Moczulski | 19:34    |
| strona B |                                    |                   |                                                |          |
| 2.       | Nasza miłość jak wiatr halny       | Andrzej Zieliński | Krzysztof Logan Tomaszewski                    | 4:32     |
| 3.       | Miłość przez wieki się nie zmienia | Konrad Ratyński   | Ewa Lipska                                     | 4:31     |
| 4.       | Przechodząc obok siebie            | Jacek Zieliński   | Leszek Aleksander Moczulski                    | 4:16     |
| 5.       | Jak znikający punkt                | Andrzej Zieliński | Leszek Aleksander Moczulski                    | 6:32     |

## Skład zespołu
- Andrzej Zieliński – organy Hammonda, piano Fendera, syntezator Yamaha, fortepian, śpiew
- Jacek Zieliński – skrzypce elektryczne, trąbka, śpiew
- Konrad Ratyński – gitara basowa, śpiew
- Jerzy Tarsiński – gitara
- Jan Budziaszek – perkusja

oraz:
- Józef Gawrych – kongi, instrumenty perkusyjne;
- Orkiestra Smyczkowa pod dyrekcją A. Zielińskiego